# Центральні рівнини (область)
Центральні рівнини (англ. Central Plains Region) — область в центрі канадської провінції Манітоба, розташована західніше Вінніпега.
Область розділена Статистичною службою Канади на 3 переписні райони: 8, 9 і 10.